# قهوه سرد ویتنامی
قهوه سرد ویتنامی یک دستور قهوه سنتی ویتنامی است که در تهیه آن از قهوه برشته‌شده با درجه مدیوم یا دارک استفاده می‌شود. این نوشیدنی با عبور آب داغ از قهوه آسیاب‌شده به داخل یک فنجان حاوی شیرعسلی به‌دست می‌آید. برای سرو سرد این نوشیدنی یخ نیز به فنجان اضافه می‌شود.